# Aristide Zogbo
Aristide Benoît Zogbo est un footballeur international de Côte d'Ivoire né le 30 décembre 1981 à Abidjan. Il occupe le poste de gardien de but.

## Clubs
- 2004-2007 : Issia Wazi -  Côte d'Ivoire
- 2007-2009 : Ittihad Al Shorta -  Égypte
- 2009-2010 : Maccabi Netanya -  Israël
- 2012- : Entente Sportive de Bingerville -  Côte d'Ivoire